# Narciso Mendoza (Morelos)
Narciso Mendoza es una localidad del estado mexicano de Morelos. Es parte del municipio de Cuautla.

## Toponimia
El nombre de la localidad rinde homenaje a Narciso Mendoza, héroe del sitio de Cuautla de 1812.

## Demografía
| Gráfica de evolución demográfica |
|                                  |

| Censo | Población |
| ----- | --------- |
| 1980  | 269       |
| 1990  | 776       |
| 2000  | 1138      |
| 2010  | 1612      |
| 2020  | 1988      |